# La Boissière-de-Montaigu
La Boissière-de-Montaigu là một xã ở tỉnh Vendée trong vùng Pays de la Loire, Pháp. Xã này có diện tích 29,1 kilômét vuông, dân số năm 2006 là 1908 người. Xã này nằm ở khu vực có độ cao trung bình 84 mét trên mực nước biển.

## Biến động dân số
| Năm | 1789  | 1802 | 1962  | 1968  | 1975  | 1982  | 1990  | 1999  | 2006  |
| --- | ----- | ---- | ----- | ----- | ----- | ----- | ----- | ----- | ----- |
| Dân số | 1 100 | 360  | 1 313 | 1 383 | 1 430 | 1 500 | 1 584 | 1 568 | 1 908 |
| From the year 1962 on: No double counting—residents of multiple communes (e.g. students and military personnel) are counted only once. |       |      |       |       |       |       |       |       |       |